# 拉罗克
拉罗克（法語：Laroque，法語發音：[laʁɔk]）是法国埃罗省的一个市镇，属于洛代沃区。

## 地理
拉罗克（43°55'22"N, 3°43'28"E）面积6.63 平方千米，位于法国奧克西塔尼大區埃罗省，该省份为法国南部沿海省份，南濒地中海，西南接奥德省，西北接塔恩省和阿韦龙省，东北与加尔省接壤。
与拉罗克接壤的市镇（或旧市镇、城区）包括：阿戈内斯、卡济亚克、冈日、穆莱斯和博塞勒、圣博济勒德皮图瓦。

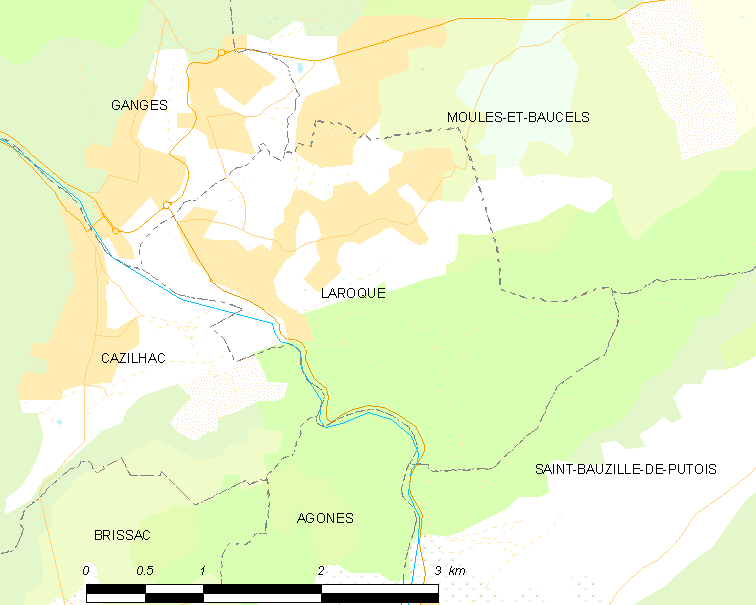
拉罗克的OSM定位图

拉罗克的时区为UTC+01:00、UTC+02:00（夏令时）。

## 行政
拉罗克的邮政编码为34190，INSEE市镇编码为34128。

## 政治
拉罗克所属的省级选区为洛代沃县。

## 人口

1962-2008年间拉罗克人口变化图示

拉罗克于2022年1月1日时的人口数量为1670人。